# Cacabelos
Cacabelos (leóni nyelven Cacabieḷḷos) település Spanyolországban, León tartományban. Lakosainak száma 4735 fő (2024).

## Fekvése
Cacabelos Villafranca del Bierzo, Vega de Espinareda, Arganza, Camponaraya, Carracedelo és Toral de los Vados községekkel határos.

## Népesség
A település lakosságának változását az alábbi diagram mutatja:
| Lakosok száma | 4854 | 5064 | 5350 | 5534 | 5506 | 5337 | 5152 | 5118 | 4874 | 4735 |
|               | 2001 | 2004 | 2007 | 2009 | 2012 | 2014 | 2017 | 2019 | 2022 | 2024 |